# Municipio Tolata
Das Municipio Tolata ist ein Verwaltungsbezirk im Departamento Cochabamba im südamerikanischen Anden-Staat Bolivien.

## Lage im Nahraum
Das Municipio Tolata ist eines von drei Municipios der Provinz Germán Jordán. Es grenzt im Westen und Südwesten an die Provinz Esteban Arce, im Südosten an das Municipio Cliza, im Osten die Provinz Punata und im Norden an die Provinz Chapare.
Der zentrale Ort des Municipios ist Tolata mit 3368 Einwohnern im südöstlichen Teil des Municipios. (Volkszählung 2012)

## Geographie
Das Municipio Tolata liegt im Übergangsbereich zwischen der Anden-Gebirgskette der Cordillera Central und dem bolivianischen Tiefland. Die mittlere Durchschnittstemperatur der Region liegt bei etwa 18 °C (siehe Klimadiagramm Cochabamba) und schwankt nur unwesentlich zwischen 14 °C im Juni/Juli und 20 °C im Oktober/November.
Der Jahresniederschlag beträgt nur rund 450 mm, bei einer ausgeprägten Trockenzeit von Mai bis September mit Monatsniederschlägen unter 10 mm und einer Feuchtezeit von Dezember bis Februar mit 90 bis 120 mm Monatsniederschlag.

## Bevölkerung
Die Einwohnerzahl ist zwischen 1992 und 2024 auf das Doppelte angestiegen:
| Jahr | Einwohner | Quelle       |
| ---- | --------- | ------------ |
| 1992 | 3616      | Volkszählung |
| 2001 | 5316      | Volkszählung |
| 2012 | 5542      | Volkszählung |
| 2024 | 7372      | Volkszählung |

Die Bevölkerungsdichte des Municipios betrug 99,6 Einwohner/km² bei der Volkszählung von 2024, der Anteil der städtischen Bevölkerung ist 60,8 Prozent.
Die Lebenserwartung der Neugeborenen lag im Jahr 2001 bei 67,7 Jahren.
Der Alphabetisierungsgrad bei den über 19-Jährigen beträgt 83,5 Prozent, und zwar 93,0 Prozent bei Männern und 74,6 Prozent bei Frauen (2001).

## Politik
Ergebnis der Regionalwahlen (concejales del municipio) vom 4. April 2010:
| Wahl- berechtigte |  | Wahl- beteiligung | gültige Stimmen |  | MSM    | MAS-IPSP | IMU    |
| ----------------- |  | ----------------- | --------------- |  | ------ | -------- | ------ |
| 3.500             |  | 2.901             | 2.011           |  | 815    | 786      | 410    |
|                   |  | 82,9 %            | 69,3 %          |  | 40,5 % | 39,1 %   | 20,4 % |

Ergebnis der Regionalwahlen (elecciones de autoridades políticas) vom 7. März 2021:
| Wahl- berechtigte |  | Wahl- beteiligung | gültige Stimmen |  | MAS-IPSP | SÚMATE  | SOMOS  | MTS    | FPV    | PAN-BOL |
| ----------------- |  | ----------------- | --------------- |  | -------- | ------- | ------ | ------ | ------ | ------- |
| 4.965             |  | 3.844             | 3.407           |  | 2.144    | 546     | 219    | 213    | 79     | 75      |
|                   |  | 77,42 %           | 88,63 %         |  | 62,93 %  | 16,03 % | 6,43 % | 6,25 % | 2,32 % | 2,20 %  |

## Gliederung
Das Municipio ist nicht weiter untergliedert und besteht nur aus einem Kanton:
- 03-0803-01 Kanton Tolata – 11 Ortschaften – 5.542 Einwohner

## Ortschaften im Municipio Tolata
- Kanton Tolata
  - Tolata 3368 Einw. – Carcaje 676 Einw. – Carcaje Rosario 440 Einw.